# 제이슨 오렌지
제이슨 오렌지(Jason Orange, 1970년 7월 10일~)는 영국의 싱어송라이터로, 테이크 댓의 멤버로 잘 알려져 있다.